# Manikganj
Manikganj este un oraș din Bangladesh.